# Give More Love
Albums de Ringo Starr
Postcards from Paradise
(2015) What's My Name
(2019)
Give More Love, le 19e album studio de Ringo Starr, est sorti le 15 septembre 2017.

## Historique
Parmi les musiciens invités sur cet album, on retrouve Joe Walsh, Peter Frampton, Edgar Winter, Jeff Lynne, Dave Stewart, Timothy B. Schmit, Nathan East, etc. Paul McCartney a aussi participé à la basse et aux chœurs sur deux chansons, dont une très particulière Show Me the Way, dédiée à l'épouse de Ringo depuis 37 ans, Barbara Bach. Parmi les quatre chansons bonus réarrangées par Ringo Starr, on retrouve You Can't Fight Lightning et deux de ses vieux succès solo, Back Off Boogaloo et Photograph en plus d'une composition de Ringo du temps des Beatles Don't Pass Me By originellement paru sur l'« Album blanc ». Ringo Starr a annoncé la sortie de Give More Love le jour de ses 77 ans,.

## Liste de chansons
1. We're on the Road Again (Richard Starkey Steve Lukather)
2. Laughable (Starkey Peter Frampton)
3. Show Me the Way (Starkey Lukather)
4. Speed of Sound (Richard Starkey, Richard Marx)
5. Standing Still (Richard Starkey, Gary Burr)
6. King of the Kingdom (Starkey,Van Dyke Parks)
7. Electricity (Richard Starkey, Glen Ballard)
8. So Wrong for So Long (Richard Starkey, Dave Stewart)
9. Shake It Up (Richard Starkey, Gary Nicholson)
10. Give More Love (Richard Starkey, Gary Nicholson)

Chansons bonus :
1. Back Off Boogaloo (Richard Starkey, George Harrison)
2. Don't Pass Me By (Richard Starkey)
3. You Can't Fight Lightning (Richard Starkey) - Avec Alberta Cross
4. Photograph (Richard Starkey, George Harrison) - Avec Vandaveer

## Personnel
- Selon le livret inclut dans l'album. 
- Ringo Starr : Chant, batterie (1-4, 6-11), percussions (1-11), guitare (11), production, mixing
- Steve Lukather : Guitare (1, 3, 4), claviers (1, 3), chœurs (1)
- Joe Walsh : Guitare (7, 11), guitare slide (14), chœurs (1)
- Peter Frampton : Guitare (2, 4), talkbox (4), chœurs (2)
- Gary Burr : Guitare (5), chœurs (5, 8)
- Greg Leisz : Guitare (5, 8)
- Steve Dudas : Guitare (5, 6, 9, 10)
- Dave Stewart : Guitare (6, 8)
- Gary Nicholson : Guitare (9)
- Jeff Lynne : Guitare (11)
- Petter Ericson Stakee : Guitare (13), percussion (13), chœurs (13)
- Matthew Pynn : Guitare (13)
- J. Tom Hnatow : Guitare (12, 14), basse (12, 14), chant (12, 14)
- Paul McCartney : Basse (1, 3) chœurs (1)
- Nathan East : Basse (4, 5, 6, 8, 11)
- Don Was : Basse (7, 9)
- Matt Bissonette : Basse (10)
- Erik MacQueen : Basse (9, 13)
- Edgar Winter : Piano (9), saxophone (6), chœurs (1)
- Bob Malone : Piano (11)
- Jim Cox : Claviers (1, 3, 8, 10)
- Benmont Tench : Claviers (2, 7)
- Glen Ballard : Claviers (7), chœurs (7)
- Pete Remm : Claviers (13)
- Fredrik Aspelin : Batterie (13), percussions (13)
- Robby Consenza : Batterie (12, 14), percussions (12, 14), harmonica (5, 12)
- Bruce Sugar : Programmation de la batterie (5), claviers (6), mixing
- Gregg Bissonette : Percussions (10)
- Timothy B. Schmit : Chœurs (2, 3, 10)
- Richard Page : Chœurs (2, 3, 10)
- Amy Keys : Chœurs (2, 3, 4, 6, 7, 9, 10)
- Windy Wagner : Chœurs (4, 6, 7, 9)
- Georgia Middleman : Chœurs (5, 8)
- Alberta Cross : Chœurs (12)
- Rose Guerin : Chœurs (12, 14)
- Viktor Buck : Chœurs (13), ingénieur (13)